# Maxwell Holt
Maxwell Philip Holt (Cincinnati, 12 marzo 1987) è un pallavolista statunitense, centrale del Beijing.

## Palmarès

### Club
- NCAA Division I: 1

2008
- Campionato cinese: 1

2022-23
- Supercoppa italiana: 2

2016, 2018
- Coppa CEV: 1

2014-15
- Challenge Cup: 1

2012-13

### Nazionale (competizioni minori)
- Campionato nordamericano Under-21 2006
- Coppa Panamericana 2009
- NORCECA Champions Cup 2015

### Premi individuali
- 2006 - Campionato nordamericano Under-21: Miglior muro
- 2008 - All-America First Team
- 2008 - NCAA Division I: Irvine National All-Tournament Team
- 2009 - All-America First Team
- 2011 - Serie A1: Miglior centrale
- 2013 - Grand Champions Cup: Miglior centrale
- 2015 - World League: Miglior centrale
- 2016 - USAV: Pallavolista maschile statunitense dell'anno
- 2019 - Volleyball Nations League: Miglior centrale
- 2019 - Coppa del Mondo: Miglior centrale